# Riggins
Riggins är en ort i Idaho County, Idaho, USA. Orten ligger i dalgången mellan Salmonfloden och "Little Salmon River" i centrala Idaho, omkring 241 km norr om Boise och 193 km sydsydost om Lewiston. Enligt folkräkningen år 2000 bor det 410 personer på orten (204 hushåll och 111 familjer). En turistattraktion på orten är guldgrävning i floderna. 

## Kända personer från Riggins
- Leighton Vander Esch, utövare av amerikansk fotboll